# ال‌پاسو (آرکانزاس)
ال‌پاسو (به انگلیسی: El Paso) یک منطقهٔ مسکونی در ایالات متحده آمریکا است که در آرکانزاس واقع شده‌است. ال‌پاسو ۲۶۷ نفر جمعیت دارد.